# Krasnogirske
Krasnogirske (en (ucraïnès): Красногірське) és un poble de la República Autònoma de Crimea a Ucraïna, que el 2014 tenia 211 habitants. Pertany al districte de Bilogorsk.